# Імке Дупліцер
Імке Дупліцер (нім. Imke Duplitzer, нар. 28 липня 1975, Карлсруе, Німеччина) — німецька фехтувальниця на шпагах, срібна (2004 рік) призерка Олімпійських ігор, триразова чемпіонка Європи.
Імке Дупліцер є відкритою лесбійкою.

## Виступи на Олімпіадах
| Олімпіада   | Дисципліна          | Місце |
| ----------- | ------------------- | ----- |
| Сідней 2000 | індивідуальна шпага | 10    |
| Сідней 2000 | командна шпага      | 6     |
| Афіни 2004  | індивідуальна шпага | 5     |
| Афіни 2004  | командна шпага      | 2     |
| Пекін 2008  | індивідуальна шпага | 5     |
| Лондон 2012 | індивідуальна шпага | 17    |